# Parque eólico do Cabeço Alto
O Parque eólico do Cabeço Alto é um parque eólico português que foi edificado na Serra do Larouco, perto do lugar de Sabuzedo. Freguesia de Mourilhe, concelho de Montalegre e Distrito de Vila Real. Foi inaugurado em 2000.
Apresenta-se no cimo de uma elevação da Serra do Larouco, na região de Montalegre, a uma cota de altitude que ultrapassa os 1400 metros. Este parque eólico tem capacidade de produzir energia elétrica suficiente para o consumo de um aglomerado de cerca de 15 000 habitantes.